# Władimir Albicki
| Odkryte planetoidy: 10 | Odkryte planetoidy: 10 |
| ---------------------- | ---------------------- |
| (1002) Olbersia        | 15 sierpnia 1923       |
| (1007) Pawlowia        | 5 października 1923    |
| (1022) Olympiada       | 23 czerwca 1924        |
| (1028) Lydina          | 6 listopada 1923       |
| (1030) Vitja           | 25 maja 1924           |
| (1034) Mozartia        | 7 września 1924        |
| (1059) Mussorgskia     | 19 czerwca 1925        |
| (1071) Brita           | 3 marca 1924           |
| (1283) Komsomolia      | 25 września 1925       |
| (1330) Spiridonia      | 17 lutego 1925         |

Władimir Aleksandrowicz Albicki (ros. Владимир Александрович Альбицкий; ur. 16 czerwca 1891, zm. 15 czerwca 1952) – rosyjski astronom.
Rozpoczął pracę w obserwatorium na Krymie w 1922 roku. Pracował z Grigorijem Szajnem i Grigorijem Nieujminem. W latach 1923–1925 odkrył 10 planetoid.
W uznaniu jego pracy jedną z planetoid nazwano (1783) Albitskij.